# Saturiwa

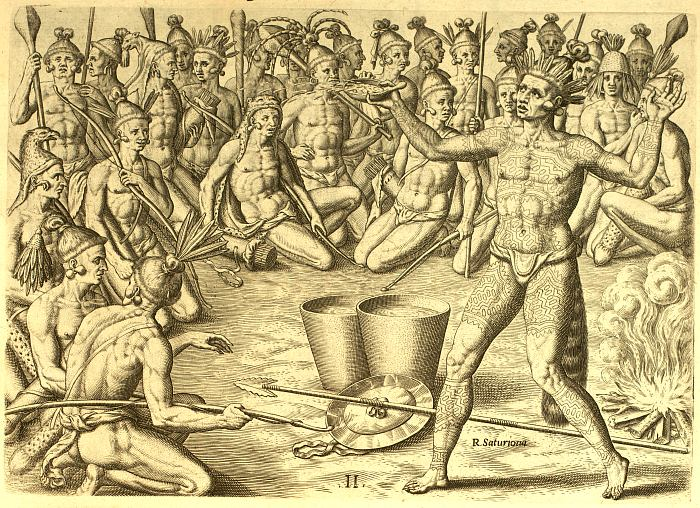
Guerriers Saturiwas (gravure de Théodore de Bry d'après un dessin de Jacques Le Moyne de Morgues).

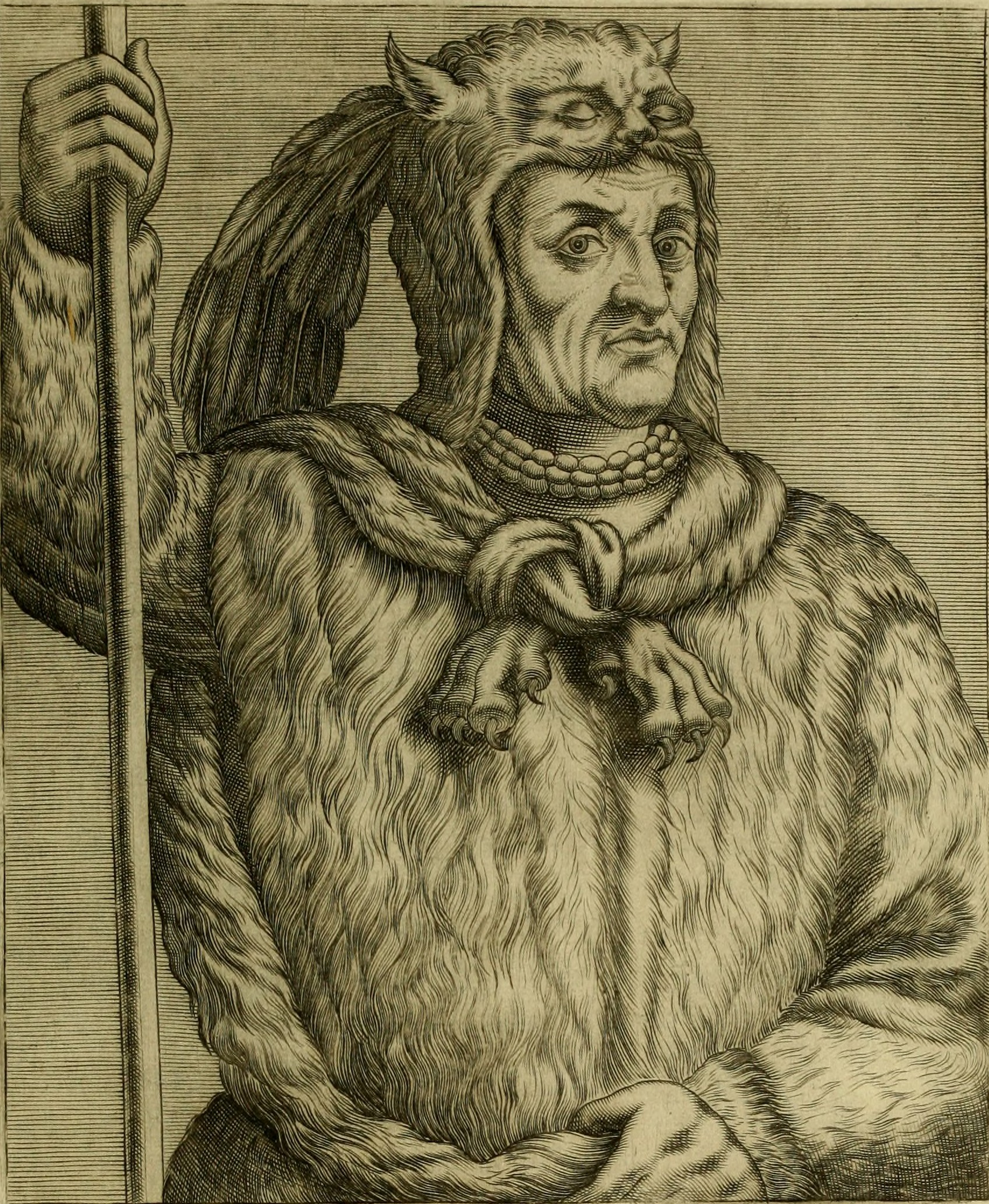
Tenue d'hiver chez les Saturiwas.

La tribu Saturiwa (appelé également Saturioua, Satourioua ou Saturiba) est une chefferie de la Nation Timucua installée sur les rives du fleuve Saint Johns en Floride. Les Saturiwa furent les alliés Amérindiens des Français lors de la fondation de la colonie de la Floride française au XVIe siècle.

## Anthropologie
La tribu Saturiwa compose avec la tribu Tacatacuru le groupe linguistique des Mocama qui est un sous-groupe linguistique Timucua. Ces deux tribus, alliées aux Français étaient en conflits avec la tribu Utina alliée aux Espagnols, elle-même membre du même groupe linguistique des Mocama. 
Les Saturiwas étaient répartis en petites communautés depuis le fleuve Saint Marys au Nord jusqu'à Saint Augustine au sud.
Selon les explorateurs Français qui les découvrirent en 1562, les Saturiwas vivaient dans une trentaine de villages répartis le long de la côte atlantique.

## Histoire

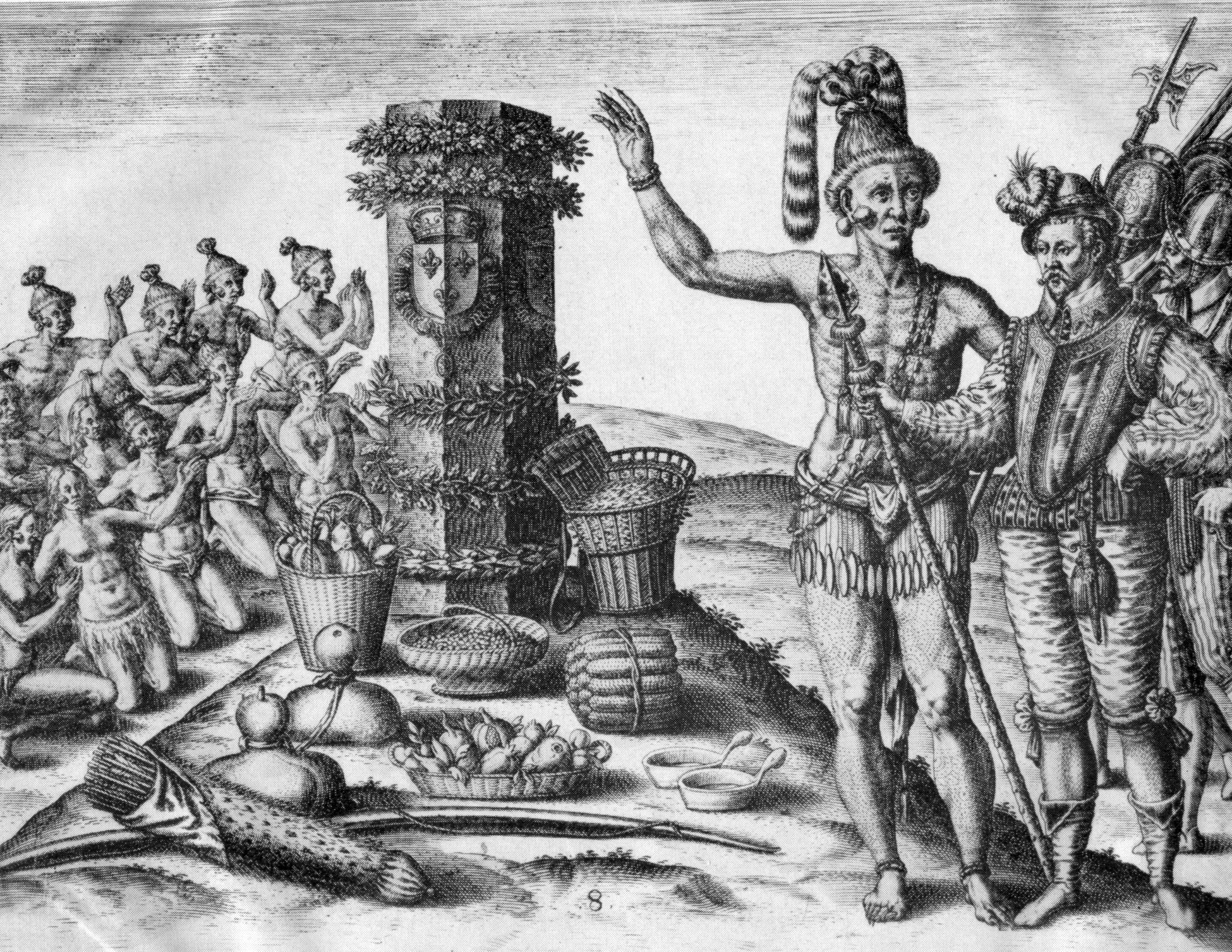
Colonne en pierre aux armes du roi érigée par Jean Ribault.

En 1562, Gaspard II de Coligny lançait un projet de colonisation vers l'Amérique du Nord. Jean Ribault, secondé par René de Goulaine de Laudonnière et accompagné du cartographe Jacques Le Moyne de Morgues débarquaient en Floride française et fondaient un premier fort, nommé Charlesfort, dont les vestiges sont situés sur l'île de Parris Island. Les Amérindiens Saturiwa les accueillirent avec dévotion et s'allièrent à eux contre les Espagnols. Jean Ribault fait ériger une colonne de pierre aux armes du roi et qui deviendra un objet de culte auprès des Saturiwas, comme le constatera Laudonnière lors de sa deuxième expédition en 1564.
En 1564, ils aidèrent les colons français à édifier le Fort Caroline en Floride française. Un an plus tard, les forces espagnoles prenaient le fort et massacraient la garnison française.
En 1567, Dominique de Gourgues s'embarqua dans une expédition punitive pour venger les Français massacrés par les Espagnols deux ans plus tôt. Arrivée en 1568 vers les côtes de Floride, Les forces françaises, avec l'aide des Amérindiens Saturiwa et d'autres tribus amérindiennes (Potano et Mayacas), massacrèrent la garnison espagnole du fort Matéo qui avait succédé au fort Caroline. Fort de ce succès, Dominique de Gourgues détruira deux autres forts espagnols.
Après que les Français eurent été délogés de la Floride, les Saturiwa firent la paix avec les Espagnols. Comme d'autres peuples amérindiens de Floride, les Saturiwa furent décimés par de nouvelles maladies infectieuses et par les guerres à travers le XVIIe siècle. Ils disparurent au début du XVIIIe siècle. Les rares survivants Saturiwas vraisemblablement fusionnèrent avec d'autres membres des anciennes tribus Timucua et perdirent leur propre identité.